# William Lescher

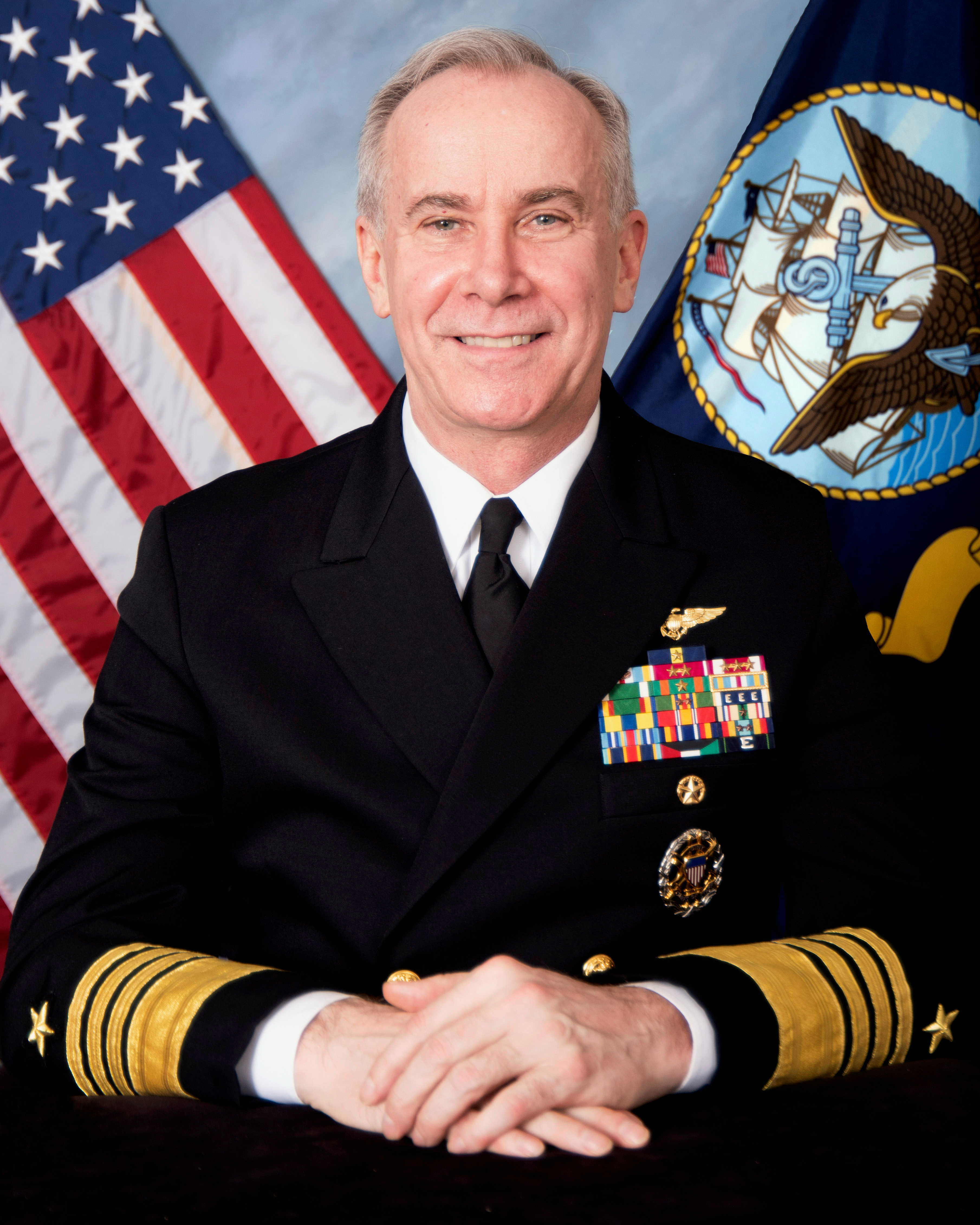
Retrato oficial

William K. Lescher (n. 1958) es un militar retirado estadounidense, 41.º vicejefe de Operaciones Navales desde 2020 hasta 2022.

## Biografía
Nació en Highland Park (Illinois) en 1958. Es flag officer y piloto de helicóptero. Como tal, condujo al SH-60B Seahawk durante los vuelos de prueba y ejecutó el primer lanzamiento de un misil desde un helicóptero.
Fue designado vicejefe de Operaciones Navales el 29 de mayo de 2020, sustituyendo al almirante Bob Burke.

| Predecesor: Bob Burke | 41.º vicejefe de Operaciones Navales 29 de mayo de 2020-2 de septiembre de 2022 | Sucesor: Lisa Franchetti |